# Bothrideres dentatus
Bothrideres dentatus is een keversoort uit de familie knotshoutkevers (Bothrideridae). De wetenschappelijke naam van de soort werd in 1864 gepubliceerd door Louis Alexandre Auguste Chevrolat.